# Jaromír Dadák
Jaromír Dadák (30. května 1930 Znojmo – 27. prosince 2019 Praha) byl český hudební skladatel a dirigent.

## Život
Na hudební škole ve Vsetíně se vzdělával ve hře na klavír a hudební teorii u Janáčkova žáka Stanislava Mráze, po němž převzal na jeden rok vedení sboru reálného gymnázia ve Vsetíně, kde studoval. Na Hudební fakultě Janáčkovy akademie múzických umění v Brně místo původně zamýšleného studia hry na klavír studoval v letech 1950–1956 dirigování u Františka Stupky, Bohumíra Lišky a Břetislava Bakaly a současně byl soukromým žákem Miloslava Ištvana ve skladbě. Kromě toho začal sbírat lidové písně na Valašsku, stal se spoluzakladatelem a externím dirigentem Brněnského rozhlasového souboru lidových nástrojů a krátce i šéfdirigentem Armádního uměleckého souboru Víta Nejedlého. V letech 1956–63 byl zaměstnán jako redaktor pro lidovou píseň a hudební režisér Československého rozhlasu v Ostravě, kde založil dva folklorní soubory a Ostravský rozhlasový orchestr, jehož byl dirigentem. Poté byl tajemníkem ostravského tvůrčího centra Svazu československých skladatelů (1967–69), ředitelem státního symfonického orchestru Moravská filharmonie v Olomouci (1969–71), spoluzakladatelem a uměleckým vedoucím Slezského souboru Heleny Salichové (1977), členem výboru Českého hudebního fondu (1993–95), členem výboru Ochranného svazu autorského (1995–99), předsedou Společnosti českých skladatelů, náležející do Asociace hudebních umělců a vědců (1993–98) a posléze managerem a dramaturgem hudebního festivalu Dny soudobé hudby Praha (1995–2000).
Pro svou politickou orientaci byl v době komunistického režimu, s výjimkou let 1967–71, jako umělec diskriminován. V letech 1955–56 byl závozníkem a potom horníkem na dole v Milíně u Příbrami, v letech 1974–79 pracoval jako úpravář vody a strojník ve vodárně v Ostravě – Nové vsi a v letech 1981–91 žil na Slovensku, kde spolupracoval s předními folklorními soubory. Folklór i jeho zpracování byly žánry komunistickou estetikou hodnocené jako pozitivní.
Byl uznávaným znalcem a aranžérem moravských a později slovenských lidových písní a folklorní vlivy se projevují i v mnoha z jeho několika desítek komorních a orchestrálních skladeb, z nichž byly v domácích soutěžích oceněny symfonická báseň Už nikdy více (1960), varhanní skladba Per aspera ad astra (1972), cyklus moravských lidových písní v úpravě pro dětský sbor Kole májky táncujce a folklórní skladba Na horách, na dolách (1981). Jeho poslední skladbou je Modlitba pro smíšený sbor na text písně Hospodine, pomiluj ny (2014). Jeho manželka, klavíristka, cimbálistka a pedagožka Ludmila Dadáková (narozena 23. ledna 1940), byla inspirátorkou a interpretkou Dadákových cimbálových skladeb.

## Hudební dílo

### Orchestrální skladby
- Už nikdy více – symfonická báseň podle básně Mobilizace F. Halase (1959)
- Koncert – symfonie pro klavír a velký orchestr (1960)
- Concertino pro cimbál a malý orchestr (1965)
- Koncert pro klavír na čtyři ruce a velký orchestr (1972)
- Koncert pro violu a malý orchestr (1976)
- Sonata Corta pro komorní smyčcový orch. (1977)
- Koncert pro tubu a malý orchestr (1982)
- Benedictum k miléniu sv. Vojtěcha pro velký orchestr (1996)

### Komorní skladby
- Tři studie pro klavír a bicí nástroje (1965)
- Partita pro housle, klarinet a klavír (1965)
- Čtyři koncertní etudy pro cimbál (1967)
- Per aspera ad astra, pro varhany (1971)
- Čtyři miniatury (Pozdrav z Beskyd) pro cimbál (1975)
- Musica Gioccosa pro housle, klarinet, violoncello a klavír (1980)
- Sonáta pro cimbál (1980)
- Sonáta pro housle a klavír (1989)
- Čtyři skrovné pocty, pro fagot a smyčcové trio (1991)
- Ludi (Hry) pro smyčcové kvarteto a varhany (1991)
- Sonáta pro violoncello (1992)
- Proměny pro hoboj, klarinet, fagot a klavír (1994)
- Sonáta pro klavír (1994)
- Dvojsonáta pro violoncello a klavír (1995)
- Capriccio pro klavír (1997)
- Balada pro klavír (1997)
- Terzetto piccolo per due (Boemi di Praga), pro basklarinet a klavír s bicími nástroji (1998)
- Exclamatio ad astra, pro varhany (2000)
- Hudba pro radost, pro flétnu, housle, violoncello a klavír (2001)